# Палацина (Кремона)
Палацина је насеље у Италији у округу Кремона, региону Ломбардија.
Према процени из 2011. у насељу је живело 38 становника. Насеље се налази на надморској висини од 77 м.